# 市原万起子
市原 万起子（いちはら まきこ、2月18日 - ）は、FBS福岡放送の報道部記者。
元サガテレビアナウンサー（契約職）。血液型B型。

## 経歴
山口市出身。徳山工業高等専門学校卒業後、オーストラリアへ4年間留学。通訳の資格を取り働いていた。
帰国後、天神エフエムで朝番組のパーソナリティを務め、その後、熊本放送のラジオカー「ミミー号」のキャスタードライバーに採用され、ラジオ番組で活動する。2009年2月、サガテレビに契約アナウンサーとして採用され移籍。以後は夕方の顔として活動した。
サガテレビでは、契約職採用のアナウンサーは任期原則最長3年・延長無しという条件があったことから、2か月延びたものの、2012年3月30日の担当番組放送を以って満期解除となり退社した。その後、2013年度からは福岡放送の報道部に記者として所属している。
韓国についても詳しい。趣味は「韓国ドラマ鑑賞」の他に「天然酵母パン作り」「バドミントン」「卓球」。

## 過去の出演番組
- とんでるワイド 大田黒浩一のきょうも元気!（熊本放送）
- 小松士郎のラジオのたまご（熊本放送）
以上「ミミー号」キャスターとしての出演。
- かちかちワイド（サガテレビ）